# Cardamine tenuirostris
Cardamine tenuirostris är en korsblommig växtart som beskrevs av William Jackson Hooker och George Arnott Walker Arnott. Cardamine tenuirostris ingår i släktet bräsmor, och familjen korsblommiga växter. Inga underarter finns listade i Catalogue of Life.